# Dylan Walker (músico)
Dylan George Neil Walker (nascido em 26 de novembro de 1995), conhecido profissionalmente como Dylan Walker, é um cantor-compositor inglês.

## Carreira
Nascido em Redbridge, Londres, e criado em Southend-on-Sea, Essex, Walker começou a escrever canções com cerca de catorze anos. No fim de 2021, ele lançou o seu single de estreia Summer Time Love e assinou um contrato com a Soar Music Group no mesmo ano. Ele também assinou um acordo de parceria de sincronização com a PureSync.
Em 18 de fevereiro de 2022, Walker mergulhou nos campos do Funk e Dance music, lançando o seu single Dance With Me.
Em 4 de março de 2022, Walker colaborou com o antigo artista da Sony Music Ed Goacher para lançarem o seu novo single, Feel It Too.